# Chris Joseph
Robin Christopher Joseph, detto Chris (Burnaby, 10 settembre 1969), è un ex hockeista su ghiaccio canadese, di ruolo difensore.
Nella sua lunga carriera ha giocato 510 partite in National Hockey League, cui si aggiungono 31 presenze nei play-off, vestendo le maglie di numerose squadre. Ha giocato anche in Liiga, Deutsche Eishockey Liga e nel massimo campionato italiano di hockey su ghiaccio.

## Palmarès

### Club
- Campionato italiano: 1

Milano Vipers: 2005-2006
- Coppa Italia: 1

Milano Vipers: 2005-2006

### Nazionale
- Campionato mondiale di hockey su ghiaccio Under-20 1988